# Clytocosmus
Clytocosmus is een muggengeslacht uit de familie van de langpootmuggen (Tipulidae).

## Soorten
- C. alexanderi Dobrotworsky, 1968
- C. edwardsi Alexander, 1922
- C. helmsi Skuse, 1890
- C. lichtwardti Riedel, 1920
- C. nichollsi Paramonov, 1953
- C. tillyardi Alexander, 1920